# Aleta dorsal

Lampanyctodes hectoris

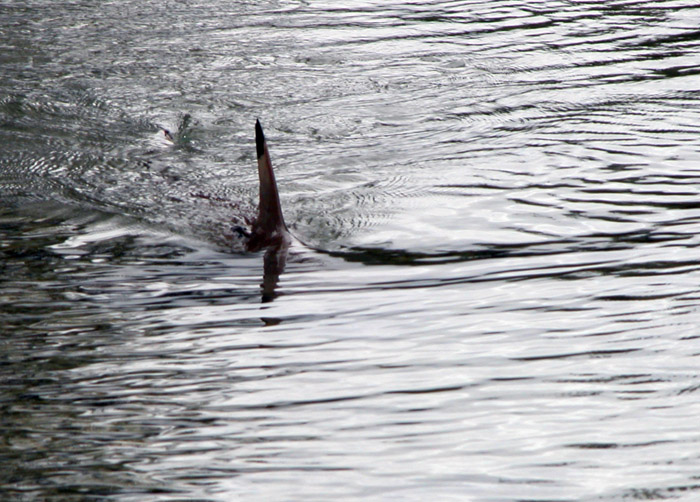
Aleta dorsal d'un tauró

Una aleta dorsal és una aleta imparella localitzada en l'esquena d'alguns peixos, balenes i dofins. El seu propòsit principal és el d'evitar el balanceig i estabilitzar a l'animal perquè no rodoli i ajudar en els girs sobtats. Alguns animals han desenvolupat aletes dorsals amb funcions protectores, com les espines o els verins.
Pot transformar-se en una ventosa (com en el cas de la rèmora), però també pot ser espinosa o verinosa (com en l'aranya) o allargada en forma d'esquer (com en els lòfids). Algunes transformacions d'aquestes aletes tenen significació sexual (allargament d'alguns radis de l'aleta anal). A l'igual que les anals, poden dividir-se en diverses aletes, que estaran sostingudes sobre les apòfisis vertebrals mitjançant espines o radis articulats.
Així com passa amb les aletes pelvianes i pectorals, durant la natació es pleguen per tal d'aportar més aerodinàmica a l'animal.
A diferència de la resta de grups de mamífers, alguns cetacis també tenen aleta dorsal. Molts silurs poden travar l'espina central de la seva aleta dorsal en una posició estesa per dissuadir la seva depredació o ficar-se en una escletxa. Les aletes dorsals es presenten en una varietat de formes i grandàries, i són famoses en mostrar-se com signe d'acostament de taurons.